# 대구광역시도 제87호선
야구전설로(野球傳說路, 영어: Yagujeonseol-ro, 대구광역시도 제87호선)는 대구광역시 수성구 연호동에 있는 도로이다.

## 개요
야구전설로는 도로명주소 체계에 따라 설치된 도로구간으로, 대구광역시 연호동 달구벌대로와 삼덕동 유니버시아드로를 잇는 도로다. 길이는 985미터, 폭은 35미터이다. 도로명판상 부여된 건물번호는 1번부터 100번까지이다. 2015년 11월 17일 도로명 고시 되었으며 도로명의 부여사유는 '신축야구장을 상징하고 선수들의 업적을 기리는 도로명'이다.
도로명 선정은 시민공모를 통해 이루어졌다. 프로야구 응원도구로 '전설로 36'이라는 건물번호판이 등장한 것에서 착안하여 도로명을 '전설로'로 하자는 서명운동이 일어나기도 했다. 명칭 선정 과정에서 전설로 외에 야구장로, 청사자로, 라이온즈로, 세계육상로 등이 후보군을 이루었는데 '야구전설로'가 수성구 도로명주소위원회에서 최종 명칭으로 결정되었다.
구간 공사에는 약 3년이 소요되었으며, 산을 평탄화하고 구릉지를 메우는 과정을 거쳤다. 건설 과정에서 대공원역 앞에 있었던 공터는 도로 부지로 넘어갔다. 개통은 구간 초입에 있는 대구삼성라이온즈파크 개장에 맞춰 이뤄졌다. 도로 좌우편에는 메타세콰이아를 심어 보행자들이 산책을 즐길 수 있도록 배려하였고 야구장 구간에는 무단횡단 금지펜스와 방호 울타리를 구장 방문객의 안전사고 방지목적으로 설치하였다.

## 연혁
- 2016년 3월 19일: 대로3류75호선 985m 전 구간 개통[6]

## 같이 보기
- 대구 삼성 라이온즈 파크